# 風早峠の水

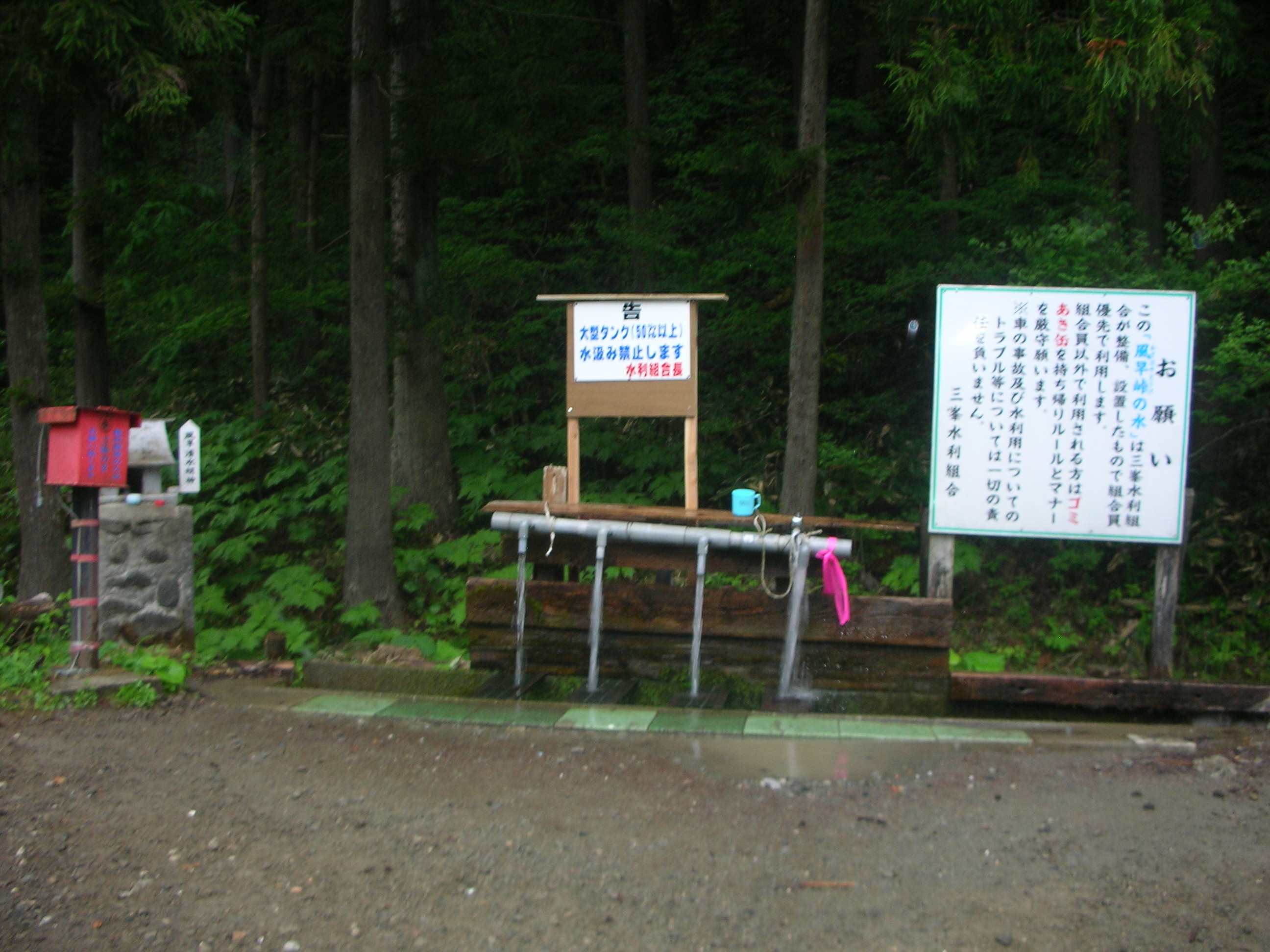
銘水：風早峠の水

風早峠の水（かざはやとうげのみず）は、宮城県黒川郡大和町吉田の県道147号線沿いで湧き出る湧水。汲み易いようにパイプから常時流れ出るように整備されている。

## 地理
湧き水の取水地点は船形山麓、宮城県黒川郡大和町吉田の宮城県道147号、桝沢吉岡線沿いで船形山に向かって進行した場合、道路左脇にある。水量が豊富で、近くには嘉太神ダムや陸上自衛隊王城寺原演習場がある。かつては東側周辺に集落があった。1990年代から、演習場の騒音・振動対策の緩衝緑地帯とすべく国の用地買収が進んだ。それにより升沢地区と三畑地区の計約50戸が2000年から2005年にかけて、大和町の中心部近くに集団移転をし、現在は付近一帯に人家はない。移転前の26戸の人達が、おいしい水を利用しようと三峯水利組合を作り、常時湧き水を汲めるように整備した。取水パイプの長さは数百mに及ぶという。大和町の内外から汲みに訪れ、人気化していった。水汲み場に向かって左側に取水場メンテナンスのための募金箱が設置してある。

## 所在地
- 宮城県黒川郡大和町吉田

## アクセス
- 東北自動車道大和ICから車で25分